# Arbeitsgericht Altenkirchen
Das Arbeitsgericht Altenkirchen war ein preußisches Gericht der Arbeitsgerichtsbarkeit mit Sitz in Altenkirchen.

## Geschichte
Gemäß Arbeitsgerichtsgesetz vom 23. Dezember 1926 wurden in Deutschland Arbeitsgerichte gebildet. Diese waren nur in der ersten Instanz organisatorisch selbstständige Gerichte, die Landesarbeitsgerichte waren den Landgerichten zugeordnet. Am Landgericht Frankfurt am Main entstand so 1927 das Landesarbeitsgericht Frankfurt am Main als eines von drei Landesarbeitsgerichten im Bezirk des Oberlandesgerichtes Frankfurt am Main. In Altenkirchen entstand das Arbeitsgericht Altenkirchen. Sein Sprengel umfasste den Bezirk der Amtsgerichte Altenkirchen, Daaden, Hachenburg, Kirchen und Wissen. Es bestand eine gemeinsame Kammer für Arbeiter und Angestellte und eine Kammer für Handwerk.
Gemäß Kontrollratsgesetz 21 vom 30. März 1946 sollten in Deutschland Arbeitsgerichte aufgebaut werden. Das Arbeitsgericht Altenkirchen wurde aber nicht wieder errichtet. Stattdessen wurde 1948 das Arbeitsgericht Betzdorf gebildet.